# Ђорђе Перић
Ђорђе Перић (Кистање код Книна, 1897 – Беч, после 1950) био је српски новинар и политичар, члан Југословенске акције и Збора у предратном периоду. Током Другог светског рата био је шеф Одељења за пропаганду при Председништву Владе народног спаса Милана Недића.

## Биографија
У периоду од 1925. до 1927. био је један од власника часописа Политички гласник, близак дворским круговима, заговарајући идеје о рушењу парламентаризма и завођењу диктатуре. Након шпијунске афере и реорганизације Телеграфске агенције Авала 1927. године, Ђорђе Перић постављен је за њеног новог директора.
Почетком тридесетих година био је истакнути члан Југословенске акције, а потом се истицао и великом активношћу у Љотићевом покрету Збор, у којем је био шеф одсека за штампу. Био је препознат као германофил и успостављао је везе са разним немачким личностима.
Током 1936. године постао је један од власника недељног информативног часописа Политичка смотра. Пред изборе 1938. године напустио је Збор и пришао Милану Стојадиновићу. Убрзо се поново нашао на челу државне новинске агенције Авала.
Током 1940, по наруџби Немаца, био је један од организатора јавног обрачуна са масонима у београдским новинама. У тим чланцима масони су оптуживани да одлучују о другим народима у интересу међународног капитала, да њихова индивидуалистичка идеологија угрожава породицу као основу друштва, да демократија уништава европску културу итд.

## Деловање током Другог светског рата
Ђорђе Перић најпре је именован за заменика комесара за просвету у Комесарској управи Милана Аћимовића. По одобрењу министра спољних послова Фон Рибентропа, његов специјални изасланик у Београду Феликс Бенцлер оформио је комисију за испитивање политичке позадине мартовског пуча у мају 1941. На чело ове комисије постављена су двојица истакнутих германофила и доследних колаборациониста: Танасије Таса Динић (као председник комисије) и Ђорђе Перић. Перић је био и шеф пропаганде радног комитета образованог ради припремања антимасонске изложбе отворене у јесен 1941.
Један је од потписника Апела српском народу.
Од августа 1941. године руководио је Одељењем за пропаганду при Председништву Владе народног спаса Милана Недића. Поред ангажмана на отварању антимасонске изложбе, током 1942. био је главни протагониста и организатор антикомунистичке изложбе на чијем отварању је говорио о комунизму као болести која је захватила српски народ последње две деценије. У свом чланку Совјетски прсти у нашој народној пропасти објављеном у Српском народу априла 1943. године, тврдио је да је у организацију мартовског пуча у Београду 27. марта 1941. био уплетен и Совјетски Савез.
У сарадњи са владом Краљевине Југославије у егзилу, снаге Драгољуба Михаиловића уврстиле су у једном тренутку Ђорђа Перића на листу од 75 имена за стављање под слово „З”, која је била оглашавана преко радио Лондона.
Октобра 1944. године побегао је у Беч где је и умро. У одсуству му је изречена пресуда као ратном злочинцу.